# Argiope chloreis
Argiope chloreis är en spindelart som beskrevs av Tord Tamerlan Teodor Thorell 1877. Argiope chloreis ingår i släktet Argiope och familjen hjulspindlar. Inga underarter finns listade i Catalogue of Life.